# Eucoptacra poecila
Eucoptacra poecila är en insektsart som beskrevs av Boris Petrovich Uvarov 1939. Eucoptacra poecila ingår i släktet Eucoptacra och familjen gräshoppor. Inga underarter finns listade i Catalogue of Life.